# 牧場物語 ようこそ!風のバザールへ
『牧場物語 ようこそ!風のバザールへ』（ぼくじょうものがたり ようこそ!かぜのバザールへ）は、マーベラスエンターテイメント（後のマーベラス）より2008年12月18日に発売されたニンテンドーDS用ゲームソフト。
2025年8月28日発売予定のフルリメイク作品『牧場物語 Let's風のグランドバザール』（以下リメイク版）についても本項で扱う。

## 概要
「そよ風タウン」という新しい街を舞台にしている。過去作品のキャラクターの一部がゲスト出演する。プロデューサーははしもとよしふみ、統括プロデューサーは和田康宏が務める。キャラクターデザインは従来のシリーズと同様にまつやまいぐさが担当している。

## ゲームシステム

### 新要素
バザール
今作のテーマとなっているイベント。毎週土曜日（日付が固定されているイベントと被ると日曜日にずれたり、場合によってはその週はない場合がある。）に、町の入口の会場で開かれるバザール。開催時間は午前10時から午後7時。主人公や町の住人たちがそれぞれ思い思いの店を開いている。売り上げの合計（計算されるのは主人公の店の売り上げのみ）によってバザールがどんどん発展していき、最大まで発展するとストーリーエンディングとなる。バザールの翌日には町の広場で結果発表があり、売り上げが高かった店の上位3店と最も評判の良かった店が発表される。
主人公の店のシステム
バザール開催時間内なら自由に開店したり閉店したりできる。台の上に品物を置いておくと、その品物の前に通行人が立ち止まり欲しい数のアイコンを出すので、指定された数だけボタンを押すと売ることができる。アイコンが出ているにもかかわらず無視すると怒って帰ってしまい店の評判が下がる。たまに話しかけてくる人もおり、その受け答えの内容で店の評判が上下する。
風車
町には3台の風車が点在し、イベント発生後に利用することが可能。材料を入れると一定時間後に加工品が手に入る。加工に必要な時間は風力によって異なる。風力は日によって違うが、DSのマイクに息を吹きかけることで最大まで上げることができる。すてきと呼ばれるアイテムを装着することで性能を上げることができる。
発酵風車
食品を加工する風車。
加工風車
道具を加工する風車。
粉砕風車
物を粉砕する風車。
キャラクターボイス
携帯機の牧場物語シリーズでは初めてキャラクターボイスが付いた。簡単な感嘆詞や笑い声が会話やイベントの最中に流れる。なお、ボイスを消すことはできない。演じる声優は登場人物を参照。
入力できない文字列
名前入力やチャットで特定の文字列を入力すると弾かれて決定できない。入力できない文字列は、性的な単語（性器の俗称など）や差別的な単語（えたなど）、攻撃的な単語（ばか、ぶすなど）、社会的影響の大きかった事件に関する単語（サリンなど）である。ひらがな、カタカナを問わず、その文字列が含まれているかどうかで判定されるので「エターナル」、「キャサリン」などの単語も入力できない。

## 登場人物
キャラクターボイス表記はニンテンドーDS版 / リメイク版の順。

### 主人公
リメイク版では男女主人公ともに4種のキャラクターボイスを選択可能。
男の子（デフォルト名なし）
声 - 五十嵐裕美 / 近藤唯・寺島惇太・逢坂良太・高橋英則
本作の男性主人公。フェリックスに連れられてそよ風タウンにやってきた少年。青色の羽根付き帽子を被っている。
女の子（デフォルト名なし）
声 - 寺崎裕香 / 桑原由気・八巻アンナ・上田麗奈・長縄まりあ
本作の女性主人公。フェリックスに連れられてそよ風タウンにやってきた少女。桃色の羽根付き帽子を被っている。
主人公の子供
声 - 中山恵里奈（男の子）、日高里菜（女の子）、チャン・リーメイ（赤ちゃん）
男の子は青い小さな帽子を被った茶髪。女の子は赤いリボンを付けた金髪。赤ちゃんはペンギンの着ぐるみのような服を着ている。

### そよ風タウン

#### 花嫁候補
シェルファ
声 - 片岡あづさ / 石見舞菜香
フェリックスの娘で１人で家事全般をこなす家庭的な女性。早くに母親を亡くしているため、その分自分がしっかりしようと思っている。バザールでは「フルーツタネリア」という果樹の種の店を出す。
エンジュ
声 - 戸松遥 / 内田真礼
口数が少なくマイペースな性格で１人で行動することが多い。両親のことは好きだが、２人が離れて暮らしている今の家庭状況に悩んでいる。服やアクセサリーを作るのが趣味で、デザイナーの仕事に興味がある。
フレイヤ
声 - 高垣彩陽 / 加隈亜衣
平日の昼間は都会へ働きに出ていて、仕事帰りや土日にカフェ・メリナでのんびりするのが好き。周りからは頼りがいのある女性と思われているが、落ち込みやすい一面もある。両手で抱えられないほどの資格をもっている。料理は少し苦手。
アネモネ
声 - 中山恵里奈
そよ風タウンが大好きなあまり、ホテル・サニワートに住み込みで働いているメイド。何事にも一生懸命だが、失敗が多いのがたまにキズ。スチュアートとサニアには実の孫のようにかわいがられている。
リメイク版には登場しない。
メイプル
声 - 東山奈央
上記のアネモネと入れ替わる形でリメイク版より登場する花嫁候補で、キャラクターとしての立ち位置もアネモネと同様。
カゲツ
声 - チャン・リーメイ / 潘めぐみ
滝の裏側の謎の空間に住んでいる不思議な女性。いつも冷静で表情をあまり変えることはないが、自分の感情はハッキリと言葉に出す。自然の気や水の流れを読むことができ、それによって占いをすることができる。
ディアナ
声 - 花守ゆみり
リメイク版より登場する花嫁候補。バザール委員会のエージェント。

#### 花婿候補
ユリス
声 - 藤原祐規 / 内田雄馬
都会で家庭教師をしている青年。丁寧な口調で話す穏やかな性格で、みんなから好かれている。亡くなった両親の代わりに弟のディルカを男手１つで育ててきた。
ディルカ
声 - 金田アキ / 千葉翔也
とても素直で明るい青年。兄のユリスと２人暮らしで昼間はカフェ・メリナでアルバイトをしている。自分のことを一人前として扱ってくれないユリスに対してときどき反発してしまう。ネコがとても大好き。
ロイド
声 - 岡部涼音 / 内山昂輝
世界を旅して鉱石を集めている旅商人。フェリックスから旅の話を聞かせる代わりに別荘を貸してもらっている。そのため町長一家とは交流があるが、ほかの住人とはあまり深くかかわらない。バザールでは「鉱石流光」という鉱石の店を出す。
アギ
声 - 寺崎裕香 / 浦田わたる
芸術を愛する心優しい青年。そよ風タウンの自然が大好きで、出かけるときはいつも絵描き道具を持ち歩く。いつか町長の像を完成させて、そよ風タウンに飾るのが夢。
シュミット
声 - 松尾大亮 / 大塚剛央
本名はシュミット・アドルフ・ラルド・フォン・シュヴァリート。とある国の王子で、お忍びでやってきた。王族が持つ威厳のせいか、近寄りがたい印象がある。
アラタ
声 - 濱野大輝
リメイク版より登場する花婿候補。旅の武闘家。

#### 住人
フェリックス
声 - 鈴木コウタ / 安元洋貴
そよ風タウンの町長。住人からの信頼もあつく、子供達からの人気も高い。夜遅くまで町の巡回をするほどの働き者。家事が大の苦手。バザールでは「フェリックズ」という店を出す。
エーリッヒ
声 - 松尾大亮 / 速水奨
エンジュの父親で、都会にいる妻のマネージャーをしている。エンジュのことを「エンちゃん」と呼んでいる。料理が得意。
スチュアート
声 - 岡部涼音 / 森田順平
ホテル「サニワート」を経営しているおじいさん。一緒に経営する妻のサニアとは、「さっちゃん」と呼ぶほど仲がよく、いつも一緒に行動する。
サニア
声 - 高垣彩陽 / 鈴木れい子
ホテルを経営するおばあさん。子供っぽいスチュアートのよきパートナーとして、いつもそばにいる。住み込みで働くアネモネ（リメイク版ではメイプル）を孫のようにかわいがっており、ずっといてほしいと思っている。
メリーニ
声 - 豊崎愛生 / 八百屋杏
カフェ「メリーナ」を経営するおばあさん。孫のミーナとカフェ経営を楽しんでやっている。バザールではミーナと一緒に「オープンカフェ・メリナ」という喫茶店をしている。
ミーナ
声 - 片岡あづさ / 今井麻美
メリーニの孫で、カフェを経営している。かなり美人で人気があり、彼女に会うために店に来る人も多いらしい。ある理由で都会に住んでいる両親と離れて暮らしている。
ウィルバー
声 - 下崎紘史 / ふくまつ進紗
大工。豪快な笑い方が特徴のケヴィンの父親。ケヴィンがイタズラすると、強烈なゲンコツを食らわせている。バザールでは、「ウィルバー工務店」を出店する。
クレア
声 - 金田アキ / 植田佳奈
ケヴィンの母親。普段は穏やかで優しいが、一度怒らせると、永遠に続きそうな恐怖の説教が始まってしまう。隣のネリネとは仲が良い。バザールでは「クレア食堂」を出している。
ケヴィン
声 - 五十嵐裕美 / 松田颯水
ウィルバーとクレアの息子。とても元気いっぱい。イタズラするたびに両親に怒られているが、まったくこりていない。よくシギュン、ララミーと一緒に遊んでいる。
アイザック
声 - 蓮岳大 / 上別府仁資
シギュンとララミーの父親。細かい細工や修理が得意で、風車の管理をしている。最近太ってきていることで悩んでいる。バザールでは、「クッザイア情報局」という店を出す。
ネリネ
声 - 豊崎愛生 / 立花理香
シギュンとララミーの母親。おおらかな性格の持ち主で、結婚前はお嬢様だった。料理が得意だが、よく作りすぎてしまう。バザールでは、「リストランテ・ビミ」というレストランを出している。
シギュン
声 - 戸松遥 / 井上ほの花
アイザックとネリネの娘で、ララミーとは双子の姉。気の強い性格でケヴィンとよく遊ぶ。算数が苦手。
ララミー
声 - 国分ゆか / 天野心愛
アイザックとネリネの娘で、シギュンとは双子の妹。内気で恥ずかしがり屋なため、初対面の人とはうまく話すことができない。高いところが苦手。
ムーチョ / ミゲル
声 - 下崎紘史 / 高木渉
SHOPの店員で3兄弟の次男で、互いに売上げを競い合っている。ミーナに夢中だが、まったく気付いてもらえていない。バザールでは「shop・ルーチョルーチョ」という店を出す。
リメイク版では名前が「ミゲル」に変更されている。
ハロルド
声 - 鶴岡聡
リメイク版より登場する住人。ディアナの兄。
シェリーン
声 - 平田宏美
リメイク版より登場する住人。ラジオのニュース番組を担当する人気レポーター。

### その他の人物
フーチョ / ラモン
声 - 高木渉
バザールの日だけ店を出しに来る3兄弟の長男。
リメイク版では名前が「ラモン」に変更されている。
ルーチョ / フェリペ
声 - 高木渉
バザールの日だけ店を出しに来る3兄弟の三男。
リメイク版では名前が「フェリベ」に変更されている。
ゴラン
声 - 斉藤次郎
町長に呼ばれてきた大工。遠い場所で「凄腕の大工」とうたわれている。『牧場物語 キラキラ太陽となかまたち』からのゲストキャラクター。リメイク版ではバザールに出店。
ピエール
声 - 梅田修一朗
最年少のグルメマン。料理祭で審査員を務める。『牧場物語 キラキラ太陽となかまたち』からのゲストキャラクター。
ワーダ
嵐で遠くから飛ばされて来た。帰りたいものの、道が分からず、迷子になっている。
チェン
各地を旅しながら商売をしている行商人。『牧場物語 キラキラ太陽となかまたち』からのゲストキャラクター。
レベッカ
声 - MAKIKO
リメイク版でバザールに出店。『牧場物語 はじまりの大地』からのゲストキャラクター。
カリーナ
声 - 行成とあ
リメイク版でバザールに出店。『牧場物語 オリーブタウンと希望の大地』からのゲストキャラクター。
チャールズ
声 - 白井悠介
リメイク版でバザールに出店。『牧場物語 シュガー村とみんなの願い』からのゲストキャラクター。
ロナルド
声 - 松田健一郎
リメイク版でバザールに出店。『牧場物語 シュガー村とみんなの願い』からのゲストキャラクター。
マツバ
声 - 矢野龍太
リメイク版で登場。『牧場物語 つながる新天地』からのゲストキャラクター。
ワンタタン
声 - 諏訪部順一
リメイク版で登場。『牧場物語 つながる新天地』からのゲストキャラクター。

## 牧場物語 Let's風のグランドバザール
『牧場物語 Let's風のグランドバザール』は、マーベラスより2025年8月28日に発売予定のゲームソフト。プラットフォームはNintendo Switch・PC（Steam配信）。Nintendo Switch 2向けの『牧場物語 Let's風のグランドバザール Nintendo Switch 2 Edition』も同日発売予定。
『牧場物語 ようこそ!風のバザールへ』のフルリメイク作品。2025年3月27日配信の「Nintendo Direct」にて発表された。
キャラクターイラストが新規に描き起こされ登場キャラクターが一部変更されたほか、キャラクターボイスも新規キャスティングへ変更されている。